# گانگ‌گیه
گانگ‌گیه یا کانگ‌گیه (به زبان کره‌ای: 강계시) یک شهر در کره شمالی است که در استان جاگانگ واقع شده‌است.

## خصوصیات
گانگ‌گیه ۲۶۳٫۶۶۷ کیلومترمربع مساحت و ۲۵۱٬۹۷۱ نفر جمعیت دارد.